# Parafia Najświętszej Maryi Panny Matki Kościoła w Ostrówku
Parafia Najświętszej Maryi Panny Matki Kościoła w Ostrówku – parafia rzymskokatolicka należąca do dekanatu wołomińskiego, diecezji warszawsko-praskiej, metropolii warszawskiej Kościoła katolickiego. W parafii posługują księża diecezjalni.
Parafię erygował kard. Stefan Wyszyński 1 maja 1981 roku z terenu parafii Klembów i Poświętne

## Zasięg parafii
Do parafii należą wierni z następujących miejscowości: Karolew, Krzywica, Lipka, Ostrówek, Tuł